# Mandalay Bay Resort and Casino
Mandalay Bay Resort and Casino es un lujoso hotel y casino de 39 pisos en el strip de Las Vegas. El hotel es operado por MGM Resorts International. Los últimos cinco pisos (pisos 35 al 39) del hotel principal son usados por el Hotel Four Seasons de Las Vegas. El Mandalay Bay está conectado con los hoteles Excalibur y Luxor por medio de un pequeño monorrail.
El Mandalay Bay tiene 3.309 habitaciones de hotel y un casino de 135.000 ft² (13 000 m²). El Centro de Convenciones del Mandalay Bay tiene casi un millón ft² (93.000 m²) de espacio. Además, el centro de eventos del Mandalay Bay acoge eventos importantes como campeonatos de boxeo, Artes marciales mixtas de la UFC y conciertos.

## Atracciones

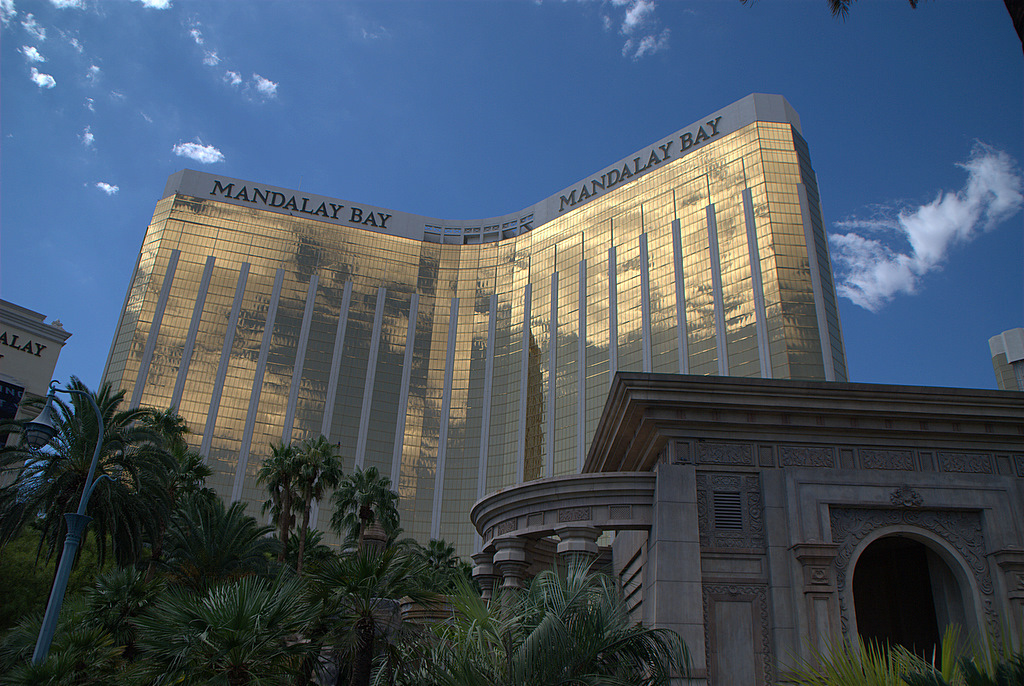
Fachada del hotel Mandalay Bay.

En agosto de 2007, Mamma Mia! fue la atracción principal del Mandalay Bay. El Mandalay Bay tiene 11 acres (4,5 ha) de playas artificiales y dos piscinas termales, una piscina con olas artificiales, una piscina topless y un río artificial con una pequeña cascada. El hotel también cuenta con dos restaurantes en la playa. El área de piscina es considerada una de las mejores en todo Las Vegas, incluso ha llegado a ganar el premio como «La Mejor Piscina de Las Vegas» según el Journal's Reader por séptimo año consecutivo.
Para mantener el tema tropical del hotel, tiene un acuario de agua salada de tiburones, Shark Reef, en la que contiene el tercer tanque de agua más grande de EE. UU. El acuario Shark Reef tiene numerosas exhibiciones, incluyendo dos túneles para poder cruzar y apreciar el acuario. Otra atracción que tiene el hotel es la House of Blues, un lugar para música en vivo y un restaurante, con capacidad para aproximadamente 1800 personas. En la azotea del hotel está el cuarto de la fundación the House of Blues, que contiene un restaurante, habitaciones privadas para cenar y un balcón con vista del Strip de Las Vegas.
El hotel cuenta con más de 24 restaurantes y cafés. Michael Mina, Charlie Palmer, Hubert Keller, Wolfgang Puck y Mary Sue Milliken y Susan Feniger (Too Hot Tamales) están todos asociados con restaurantes de la propiedad.
En agosto de 2010 el hotel fue la sede del certamen Miss Universo 2010, organizado por Donald Trump.
El día 18 y 19 de noviembre de 2011  estuvo la Minecon de Mojang AB una fiesta de Minecraft y otros videojuegos como Scrolls y Cobalt.

## Historia
El 31 de diciembre de 1996, el hotel Hacienda fue demolido para hacer espacio para el Mandalay Bay.
Durante la construcción del Mandalay Bay, los ingenieros encontraron que una parte de la torre se estaba hundiendo alrededor de 2 pies (60 cm) lo que provocó que se detuviera la construcción. La construcción fue detenida mientras se hacían pruebas para solucionar el problema. Finalmente los arquitectos pudieron solucionar el problema agregando rocas debajo de la estructura y poder levantar el peso y así evitar que el hotel siguiera hundiéndose. Desde entonces, no ha habido ningún problema relacionado con este incidente.
El resort abrió el 2 de marzo de 1999, con los actores Dan Aykroyd, James Belushi y John Goodman como invitados y conduciendo un desfile de motocicletas Harley-Davidson frente a la entrada del Mandalay Bay para inaugurarlo.
El centro de convenciones fue construido en enero de 2003. Cuando abrió, era el quinto centro de convenciones más grande de Estados Unidos.
En 2004 una nueva torre de 43 pisos fue construida con 1.120 suites, llamado THEhotel at Mandalay Bay. El hotel contiene 1.117 habitaciones-suites, cada una con al menos 750 pies cuadrados.
El «Las Vegas Review Journa» informó que un nuevo condo-hotel llamado «THEplace» se planeaba construir al lado del hotel Luxor.
La noche del 1 de octubre de 2017, a las 22:05, un hombre prejubilado de 65 años llamado Stephen Paddock disparó indiscriminadamente, desde el piso 32 del hotel, contra la multitud que asistía al festival de música country "Route 91 Harvest" (Ruta 91 Harvest en español) en el momento de la actuación de cierre del cantante Jason Aldean, en la explanada cercana conocida como Las Vegas Village, sin motivo aparente. También Paddock se suicidó en una de las habitaciones del piso 32 del hotel, al dispararse en el paladar, justo antes de que la policía entrara en la suite. Al menos 59 personas murieron (incluido Paddock) y hubo 527 heridos. (véase Tiroteo de Las Vegas de 2017). Este tiroteo es, hasta la fecha, el más sangriento y mortífero de la historia de los EE. UU., seguido por el de la masacre de la discoteca Pulse de Orlando en junio de 2016, que dejó 50 muertos (incluido Omar Mateen, el autor de los disparos).

### Películas e historial de televisión
- Las Vegas (Exteriores e interiores del Montecito Resort & Casino) 2003-2008
- Rocky Balboa 2006
- Ocean's Thirteen 2007
- Miss Universo 2010